# Tsoukouryne
Tsoukouryne (en ukrainien : Цукурине, en russe : Цукурино, Tsoukourino), est un village et une commune urbaine du Donbass en Ukraine. Il dépend de l'oblast de Donetsk et du conseil de commune de Sélydové. Sa population comptait 1 826 habitants en 2019 et 1 766 habitants en 2021.

## Géographie
Tsoukourino se trouve dans le Donbass au milieu de l'oblast de Donetsk sur la ligne de chemin de fer Kourakhovka-Pokrovsk. Donetsk se trouve à 41 km à l'est et Selidovo à 8 km au nord-ouest.

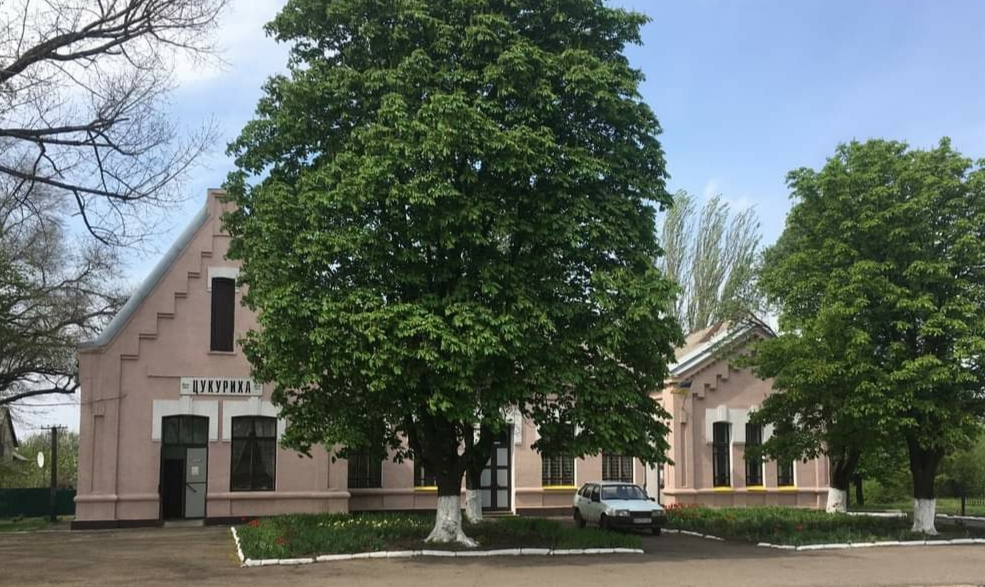
Sa gare ferroviaire.

## Histoire
Ce village est fondé sous le nom de Podzemgaz. Il prend son nom actuel, Tsoukourino, en 1956 lorsqu'il reçoit le statut de commune urbaine.
Fin septembre 2024 pendant l’offensive de Pokrovsk, la bataille pour la ville commence entre l’armée Ukrainienne et les Russes .
Le 28 octobre 2024, la Russie capture le village selon le ministère russe de la Défense.   